# Ernst Käsemann
Ernst Käsemann (12. července 1906, Bochum-Dahlhausen – 17. února 1998, Tübingen) byl německý protestantský teolog, biblista-novozákoník, jeden z nejvyprofilovanějších žáků Rudolfa Bultmanna.
Mezi lety 1933–1946 byl farářem v Gelsenkirchen-Rotthausen, byl členem Vyznávající církve. Roku 1946 se stal profesorem v Mohuči, 1951 v Göttingenu a roku 1959 v Tübingenu. Středem Käsemannova odborného zájmu byla především teologie apoštola Pavla, kterou interpretoval z hlediska apokalyptiky. Středem Pavlovy teologie je dle Käsemanna christologie, jejímž odpovídajícím rozvinutím je nauka o ospravedlnění bezbožného a která zavazuje církev k poslušnosti vůči ukřižovanému Kristu a dosvědčování jeho vlády nad světem. Dalším z Käsemannových počinů v oblasti novozákonní biblistiky bylo znovuotevření debaty o tzv. historickém Ježíši, kterou jeho učitel Bultmann považoval za irelevantní a kterou Käsemann inicioval svým článkem „Problém historického Ježíše“ z roku 1954.
Käsemannova dcera Elisabeth Käsemann se v roce 1977 stala obětí argentinské vojenské diktatury.

## Výběr z díla
- Leib und Leib Christi: Eine Untersuchung zur paulinischen Begrifflichkeit. Tübingen 1933.
- Das wandernde Gottesvolk: Eine Untersuchung zum Hebräerbrief. Göttingen 1939.
- Exegetische Versuche und Besinnungen. 2 sv. Göttingen 1960-1964.
- Das Neue Testament als Kanon. Dokumentation und kritische Analyse zur gegenwärtigen Diskussion. Göttingen 1970.
- Jesu letzter Wille nach Evangelium des Johannes 17. Tübingen 1966; 3. (revidované) vydání 1971.
- Der Ruf der Freiheit. Tübingen 1966; 5. (rozšířené) vydání 1972.
- Paulinische Perspektiven. Tübingen 1968. 3. vydání 1993.
- An die Römer. Tübingen 1973. 4. (revidované) vydání 1980.
- In der Nachfolge des gekreuzigten Nazareners. Aufsätze und Vorträge aus dem Nachlass. Tübingen 2005.